# Giro d’Abruzzo
Der Giro d’Abruzzo (auch Trofeo Interspar) ist ein Straßenradrennen für Männer in Italien. 
Die kleine Rundfahrt führt in vier Etappen durch die Abruzzen. Zum ersten Mal ausgetragen wurde das Rennen 1961. Es war bis 1995 Amateuren vorbehalten. Die Austragung 2007 war Teil der UCI Europe Tour mit der Kategorie 2.2. Danach fand das Rennen 15 Jahre nicht statt.
In der Saison 2024 wurde die Rundfahrt als Ersatz für den abgesagten Giro di Sicilia erneut in den Rennkalender der UCI aufgenommen und in die Kategorie 2.1 eingestuft.
Rekordsieger ist Aljaksandr Kuschynski, der das Rennen zweimal gewinnen konnte.

## Palmarès (ab 2024)
| Jahr | Sieger         | Zweiter       | Dritter        |
| ---- | -------------- | ------------- | -------------- |
| 2024 | Alexei Luzenko | Pavel Sivakov | George Bennett |
| 2025 |                |               |                |

## Sieger (bis 2007)
| - 2007 Luca Ascani - 2006 keine Austragung - 2005 keine Austragung - 2004 Aljaksandr Kuschynski - 2003 Oscar Mason - 2002 Aljaksandr Kuschynski - 2001 Danilo Di Luca - 2000 Daniele De Paoli - 1999 Cristian Gasperoni - 1998 Francesco Secchiari - 1997 Fabio Balzi - 1996 Andrea Zatti - 1995 Pasquale Braido | - 1994 Filippo Casagrande - 1993 Maurizio Frizzo - 1989–1992 keine Austragung - 1988 Moreno Picchio - 1987 Angelo Gelfi - 1986 Luigi Botteon - 1985 Enrico Galleschi - 1984 Tullio Cortinovis - 1983 Philippe Lepeurien - 1982 Sergei Woronin - 1981 Maurizio Viotto - 1980 Fausto Stiz - 1979 Giovanni Bino | - 1973–1978 keine Austragung - 1972 Palmiro Masciarelli - 1971 Luciano Mencuccini - 1970 Paolo Battistacci - 1969 Angelo Bassini - 1968 keine Austragung - 1967 Antonio Fradusco - 1966 Luigi Sgarbozza - 1965 Giancarlo Polidori - 1964 Giancarlo Massari - 1963 Fabrizio Carloni - 1962 Primo Nardello - 1961 Mario Zanchi |